# Михайлов, Пётр Васильевич (легкоатлет)
Пётр Васи́льевич Миха́йлов (род. 20 июня 1949) — советский легкоатлет, специалист по метанию диска. Выступал на всесоюзном уровне в 1974—1982 годах, чемпион СССР, бронзовый призёр Спартакиады народов СССР, победитель и призёр первенств всесоюзного значения. Представлял Ленинград и спортивное общество «Труд».

## Биография
Пётр Михайлов родился 20 июня 1949 года. Занимался лёгкой атлетикой в Ленинграде, выступал за добровольное спортивное общество «Труд».
Впервые заявил о себе в сезоне 1974 года, когда в метании диска одержал победу на соревнованиях в Ленинграде.
В 1975 году в той же дисциплине победил на турнире в Днепропетровске.
В 1976 году был лучшим на соревнованиях в Леселидзе.
В 1977 году выиграл серебряную медаль на соревнованиях в Москве.
В 1978 году был лучшим на турнирах в Сочи, Леселидзе и Ленинграде, получил серебро на международных соревнованиях в Варшаве и Вильнюсе, занял четвёртое место на Мемориале братьев Знаменских в Вильнюсе.
В 1979 году на соревнованиях в Ленинграде установил личный рекорд в метании диска — 65,92 метра. Принимал участие в VII летней Спартакиаде народов СССР в Москве, где завоевал в своей дисциплине бронзовую награду, уступив только американцу Джону Пауэллу и болгарину Велко Велеву, стал победителем разыгрывавшегося здесь чемпионата СССР по лёгкой атлетике. Также в этом сезоне выиграл серебряную медаль на соревнованиях в Риге.
В 1980 году занял шестое место на зимнем чемпионате страны в Сочи.
В августе 1981 года превзошёл всех соперников на домашнем турнире в Ленинграде.
В 1982 году вновь отметился победой на соревнованиях в Ленинграде.